# Стенная газета
Стенгазета — вид литературно-изобразительного народного творчества.

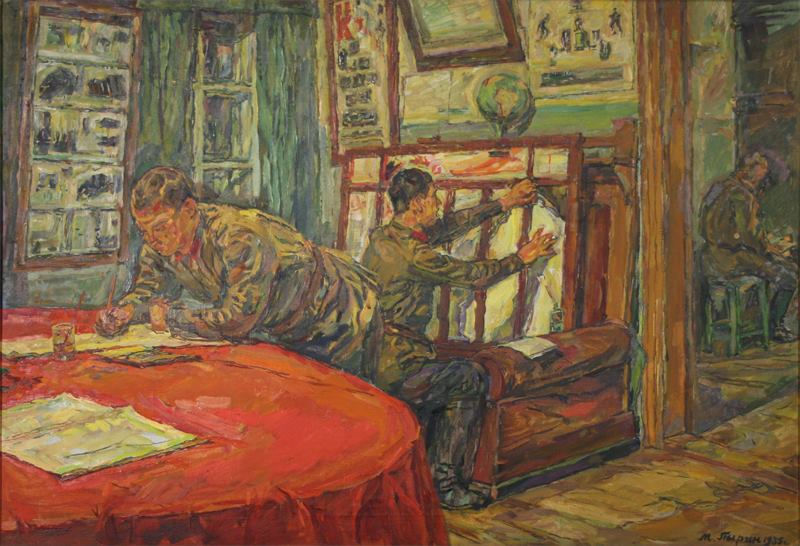
М. С. Пырин «Красноармейцы за составлением стенгазеты», 1933 год, из коллекции Ивановского музея

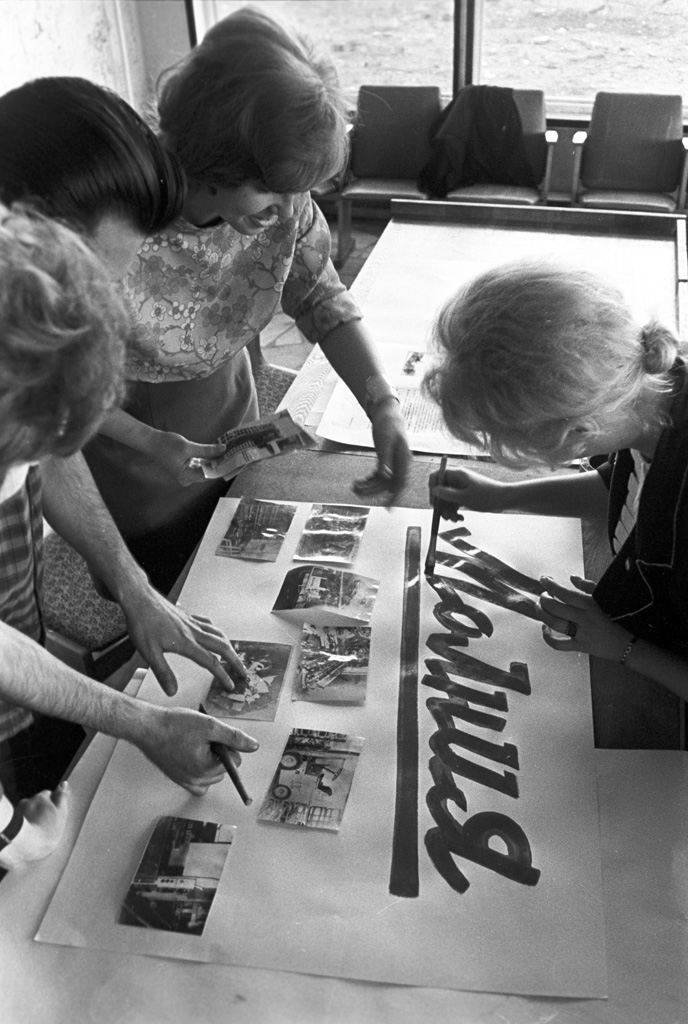
Подготовка стенгазеты «Молния» заводским штабом «Комсомольский прожектор» на АЗЛК

Делается, в основном, на листе формата А1. Обычно посвящается праздникам или текущим событиям. Сочетает самодеятельность в живописи, поэзии и искусстве составления поздравительных текстов. Стенгазеты особенно популярны в общеобразовательных заведениях, где предполагается дополнительная обучающая нагрузка.

На каждом советском промышленном предприятии есть еще так называемая стенгазета, вывешенная на самом видном месте. Предполагается, что любой рабочий имеет доступ в эту афишу, чтобы высказать свои жалобы, и иногда это средство приносит пользу, дает возможность исправить те или иные неправильные действия. Но также это удобный способ высказывать претензии в адрес мастеров или начальников, и, на мой взгляд, приносит больше вреда, чем пользы, потому что ослабляет производственную дисциплину, а следовательно, понижает производительность, ничем не компенсируя потери— Джон Д. Литтлпейдж и Демари Бесс/ Воспоминания и дневники. 1937
В советское время стенгазеты выполняли идеологические функции.
В Вооружённых Силах СССР и России стенные газеты называются «Боевыми листками».